# Ото II фон Оксенщайн
Ото II фон Оксенщайн (на немски: Otto II von Ochsenstein; * пр. 1217; † 27 януари 1241/ сл. 1261) е господар на господството и замък Оксенщайн в Елзас.
Той е син на Ото I фон Оксенщайн († сл. 30 ноември 1217). Брат е на Еберхард фон Оксенщайн († 1256), господар на Грайфенщайн, Бертолд († 1265), архдякон в Страсбург, Хайнрих († 1261/1262), архдякон в Страсбург, Конрад I († пр. 1225), Бурхард († сл. 1241), Фридрих († сл. 1241), Агнес († сл. 1235) и Аделхайд фон Оксенщайн († 27 януари 1241), омъжена пр. 1228 г. за Бернанд фон Шарох († 1241).

## Фамилия
Ото II фон Оксенщайн се жени за Агнес († сл. 1217). Те имат децата:
- Ото III фон Оксенщайн († между 26 ноември 1289 и март 1290), граф на Оксенщайн и ландграф в Елзас, женен сл. 1251 г. за графиня Кунигунда фон Хабсбург († сл. 1290), сестра на крал Рудолф I
- Бертолд († 27 април сл. 1278)
- Конрад II († сл. 1300)
- деца († сл. 1241)
- Маргарета († сл. 1302), омъжена за граф Филип фон Хомберг